# Paramacrobiotus savai
Espèce
Synonymes
- Macrobiotus savai Binda & Pilato, 2001

Paramacrobiotus savai est une espèce de tardigrades de la famille des Macrobiotidae.

## Distribution
Cette espèce est endémique du Sri Lanka.

## Publication originale
- Binda & Pilato, 2001 : Macrobiotus savai and Macrobiotus humilis, two new species of tardigrades from Sri Lanka. Bollettino Accademia Gioenia Science Naturali, Catania, vol. 34, no 360, p. 101-111.